# Bandera de Escocia
La bandera de Escocia está compuesta por una Cruz de San Andrés blanca sobre fondo azul.

## Descripción

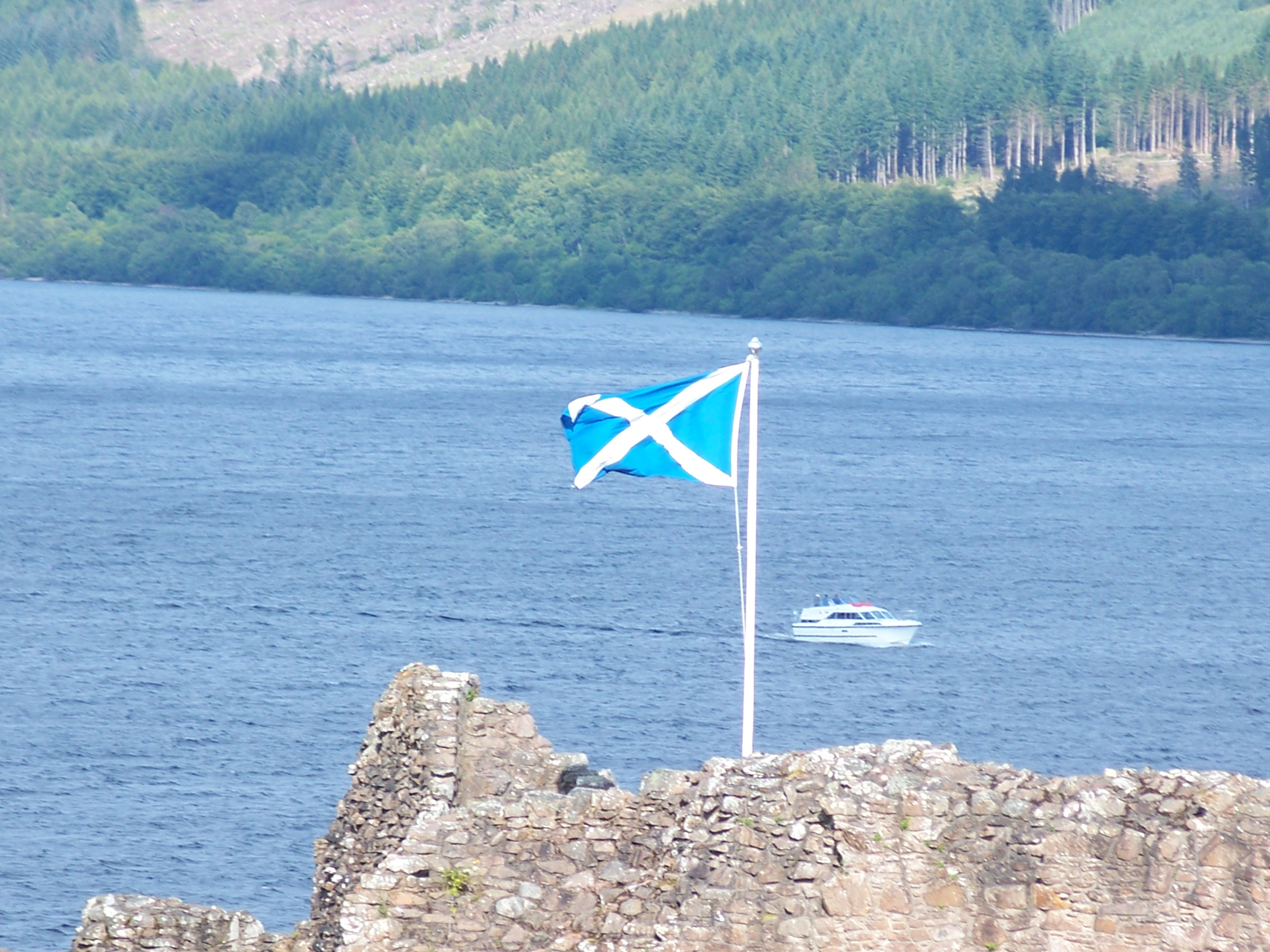
Bandera de Escocia ondeando a orillas del lago Ness.

El aspa blanca es el símbolo de san Andrés el Apóstol, patrono de Escocia. El color del fondo de la bandera era variable, desde el azul celeste hasta el azul marino, dependiendo, al parecer, del tipo de tinte disponible en cada zona y época. Cuando fue incorporada a la bandera del Reino Unido, se empleó el azul marino como color de fondo. Sin embargo, en 2003, una comisión del Parlamento de Escocia estableció que el color oficial del fondo de la bandera es el Pantone 300 (es decir, 0, 114, 198 en el modelo de color RGB o #0072C6 en códigos de colores HTML), un color algo más claro que el Pantone 280 de la bandera del Reino Unido.
Las dimensiones de la bandera no están oficialmente establecidas, aunque suelen ser 4:5, 3:5 o 2:3. Las barras cruzadas deben tener una anchura de 1/5 (o sea, un 20%) de la altura de la bandera.

## Historia

Bandera de Escocia, con el tradicional color celeste.

Según la leyenda, en el 832 el rey Angus II de los Pictos dirigió a los escotos en su batalla contra los anglos, comandados por Aethelstan de East Anglia, cerca del actual municipio de Athelstaneford, en East Lothian. El rey Angus y sus hombres se vieron rodeados, y rezaron por sus vidas. Durante la noche, San Andrés se apareció al rey y le prometió la victoria. Por la mañana, ambos ejércitos vieron aparecer sobre el cielo azul una cruz blanca, representando la cruz sobre la que había sido martirizado San Andrés. Esta aparición dio coraje a los escoceses, mientras que los anglos se desmoralizaron y perdieron el combate. 
Las evidencias históricas del uso de la Cruz de San Andrés como símbolo de Escocia son bastante posteriores a esta leyenda. En 1385, el Parlamento de Escocia decretó que los soldados escoceses debían llevar el saltire como un distintivo. La primera bandera escocesa conservada, consistente únicamente en una cruz blanca, data de 1503, aunque el fondo es rojo, no azul. Hacia 1540 la leyenda del rey Angus se había modificado hasta su versión actual, incluyendo la visión de un aspa blanca en un cielo azul, por lo que a partir de ese momento ese fue el diseño de la bandera nacional de Escocia.
Desde 1606, y especialmente tras la definitiva unión de Inglaterra y Escocia por el Acta de Unión (1707), la bandera de Escocia fue incorporada a la bandera del Reino Unido, a la que más tarde, en 1801, se añadió la Cruz de San Patricio, para simbolizar al Reino Unido de Gran Bretaña e Irlanda.

## Banderas alternativas de Escocia

"León Rampante" del Estandarte Real de Escocia.

Además del saltire, Escocia tiene otro emblema, el Estandarte Real de Escocia, conocido comúnmente como "León Rampante". Aunque este emblema únicamente puede ser utilizado por el Rey de Escocia, de acuerdo con un decreto del Parlamento de Escocia de 1672, es común verlo en eventos deportivos, sin que nadie haya sido por ahora juzgado por hacer un uso ilegal del emblema.